# Referèndum eslovac de 2004
El 3 d'abril de 2004 es va celebrar a Eslovàquia un referèndum sobre la celebració d'eleccions parlamentàries anticipades. Encara que va ser aprovat pel 87,9% dels votants, la participació va ser només del 35,9% i el referèndum va ser declarat invàlid per falta de participació.